# Tetraedro truncado aumentado
Em geometria, o tetraedro truncado aumentado é um dos sólidos de Johnson (J65). Pode ser criado acoplando-se uma cúpula triangular (J3) a uma face hexagonal de um tetraedro truncado.